# Hamburg-Sternschanze
Sternschanze ist ein Stadtteil der Freien und Hansestadt Hamburg im Bezirk Altona.

## Geographie
Sternschanze liegt zwischen den Stadtteilen St. Pauli, Altona-Altstadt, Eimsbüttel und Rotherbaum. Die Grenzen umfassen im Wesentlichen das als Schanzenviertel bezeichnete Gebiet, wenngleich der Stadtteil mit ihm nicht vollständig identisch ist. So gehört der südliche Teil Eimsbüttels zwar zum Schanzenviertel, nicht jedoch zum Stadtteil Sternschanze. Die Sternschanze zeichnet sich durch eine weitgehend geschlossene Altbauweise aus. Mit etwa einem halben Quadratkilometer ist sie flächenmäßig der kleinste Hamburger Stadtteil und mit rechnerisch über 13.000 Einwohnern pro Quadratkilometer hat sie eine erhebliche Einwohnerdichte.

## Geschichte

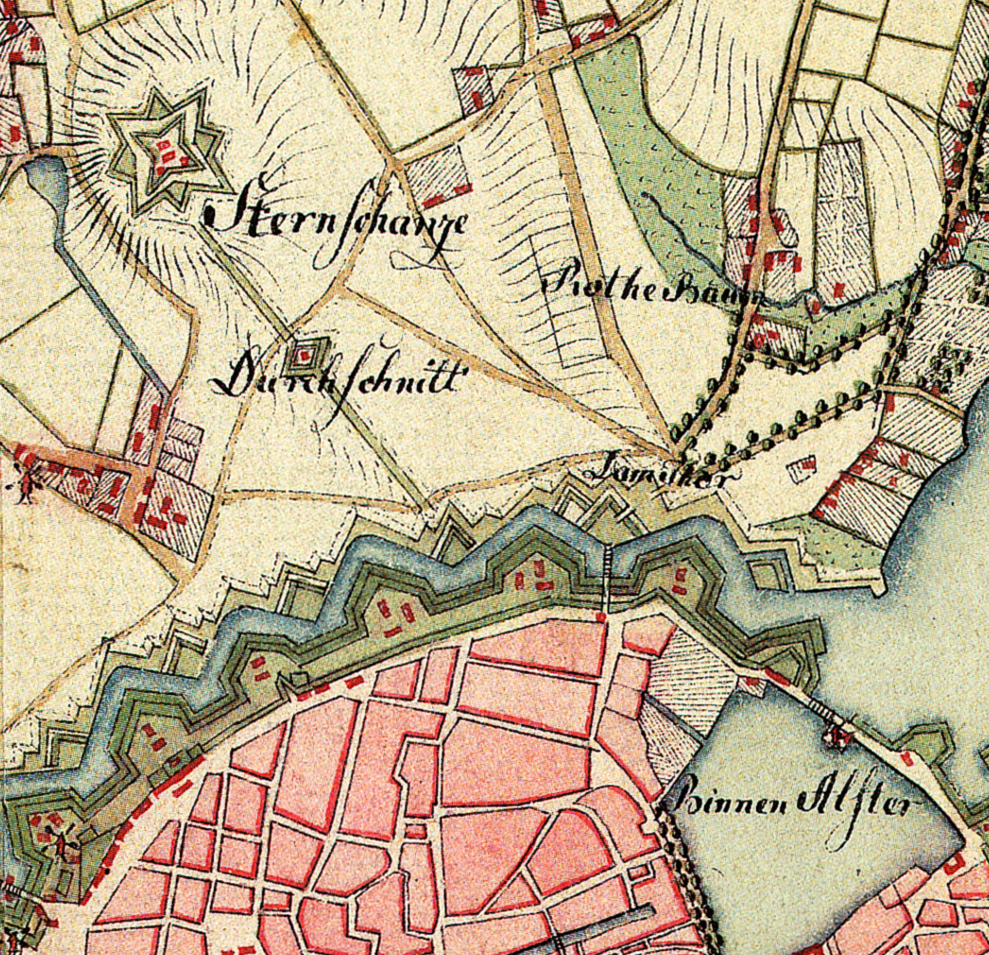
Lage der namensgebenden Sternschanze nordwestlich vor der Stadt auf der Varendorfschen Karte um 1790 mit dem hier als „Durchschnitt“ bezeichneten Laufgraben zum Wallring

Der Name des Stadtteils leitet sich von der 1682 entstandenen sternförmigen Verteidigungsanlage Sternschanze ab, die durch einen Laufgraben mit dem Wallring verbunden war. Die Befestigung war so stark, dass 1686 die dänische Belagerung Hamburgs scheiterte.
Nachdem zu Beginn des 19. Jahrhunderts die Befestigungsanlagen größtenteils abgetragen waren, entstanden die ersten gemischten Wohn- und Gewerbegebiete. Ein gutbürgerliches Stadterweiterungsgebiet hatte sich um 1860 bis 1870 im heute südlichen Eimsbüttel gebildet. 1866 wurde der an der Verbindungsbahn zwischen Hamburg und Altona gelegene Bahnhof Sternschanze eröffnet.

Blick vom Neuen Pferdemarkt in die Straße Schulterblatt (links) und die Schanzenstraße (rechts) 1900

Der Tierhändler Carl Hagenbeck eröffnete 1874 am Neuen Pferdemarkt seinen Tierpark; 1907 übersiedelte er aus Platzgründen nach Stellingen. 1892 öffnete der Central-Schlachthof, in dessen Nähe nach und nach Geschäfte für Schlachtereibedarf eröffneten. So entwickelte sich in diesem Bereich einerseits ein kleinbürgerliches Gebiet. Andererseits siedelten auch mittlere bis große Unternehmen an wie beispielsweise 1880 die Hamburger Filiale der Pianofabrik Steinway & Sons (die erst 1972 an CBS verkauft wurde), 1889 die Beleuchtungs-Großhandlung Ladiges, die 1905 aus dem Karolinenviertel in die Susannenstraße zog, 1906 das 1872 gegründete Pianohaus Trübger und 1908 die Schreibgerätefirma Montblanc Simplo, die sich 1986 nach Lurup verlagerte.
Während der Zeit des Nationalsozialismus (1930er Jahre) war der Rote Hof in der Bartelsstraße ein Zentrum der Arbeiterbewegung und des Widerstandes in Hamburg gegen die Nationalsozialisten.

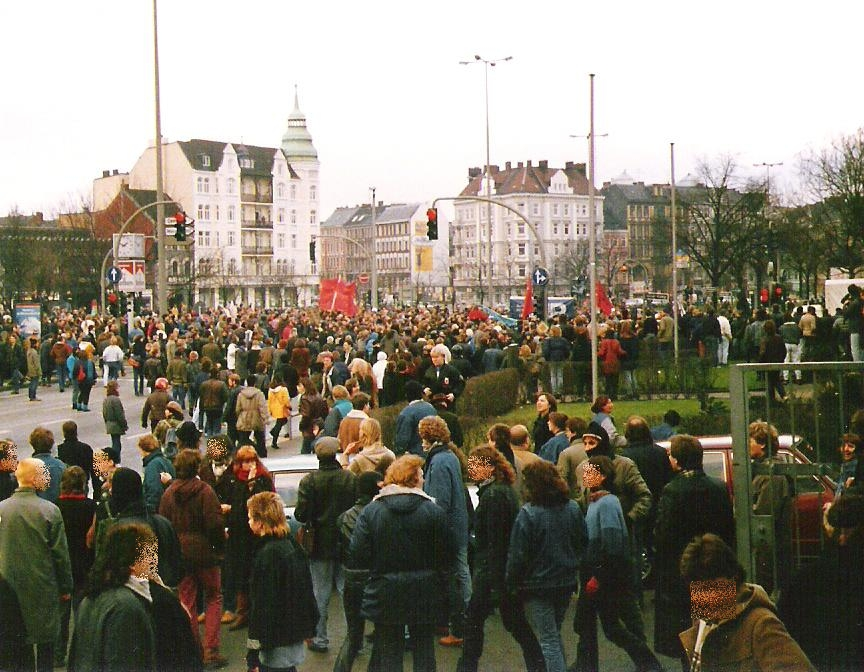
Der alternative Stadtteil war und ist Anfangspunkt vieler Demonstrationen.
Neuer Pferdemarkt zwischen den Einmündungen Neuer Kamp (vorn) und Stresemannstraße (hinten)

Insbesondere ab den 1970er Jahren zogen wegen des verkehrsreichen und vergleichsweise wenig grünen Gebietes viele Familien fort. Gleichzeitig entdeckten viele Studenten die Sternschanze als Uni-nahes und preisgünstiges Wohngebiet. Auch die zentrale Lage und die gute Verkehrsanbindung spielten insbesondere für junge Leute als Zuziehende eine bedeutende Rolle, so dass sich der Stadtteil unter anderem deshalb weg von der reinen Familienwohngegend hin zum alternativen Viertel entwickelte.
Die Sternschanze hatte unter der in den 1990er Jahren favorisierten Verdrängung von Drogensüchtigen und -händlern vom Hamburg Hauptbahnhof und St. Georg zu leiden. Diese Personengruppen suchten sich insbesondere den Sternschanzenpark als Betätigungs- und Aufenthaltsort aus und machten ihn zu jener Zeit zu einem der Drogenzentren in Hamburg.
Zur Zeit des Internet-Booms von 1998 bis 2001 siedelten sich viele Firmen der New Economy wie etwa Kabel New Media, Fork, Pixelpark und ID-Media im Stadtteil an. In der darauffolgenden Krise meldeten viele von ihnen Insolvenz an. Seither ist im Stadtteil eine fortwährende Gentrifizierung zu beobachten, die immer wieder Gegenstand der öffentlichen Diskussion ist.
In der Nacht vom 7. auf den 8. Juli 2017 fanden gewalttätige Krawalle anlässlich des G20-Gipfels statt. Über 2.000 Personen legten Feuerbarrikaden, plünderten Geschäfte, entzündeten Autos und verletzten zahlreiche Polizisten.

### Entstehung und Entwicklung der Flora

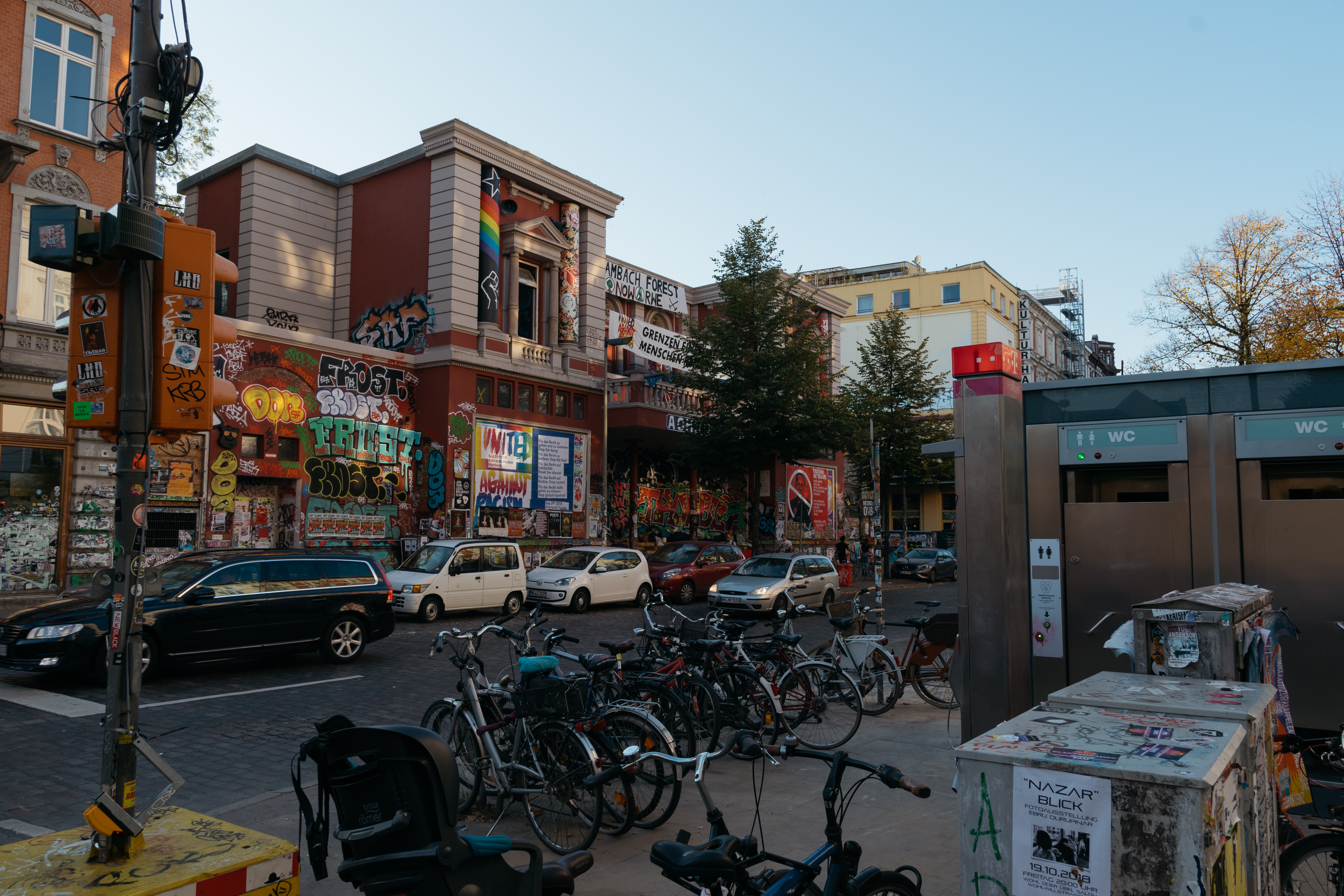
Die Rote Flora am Schulterblatt im Jahr 2018.

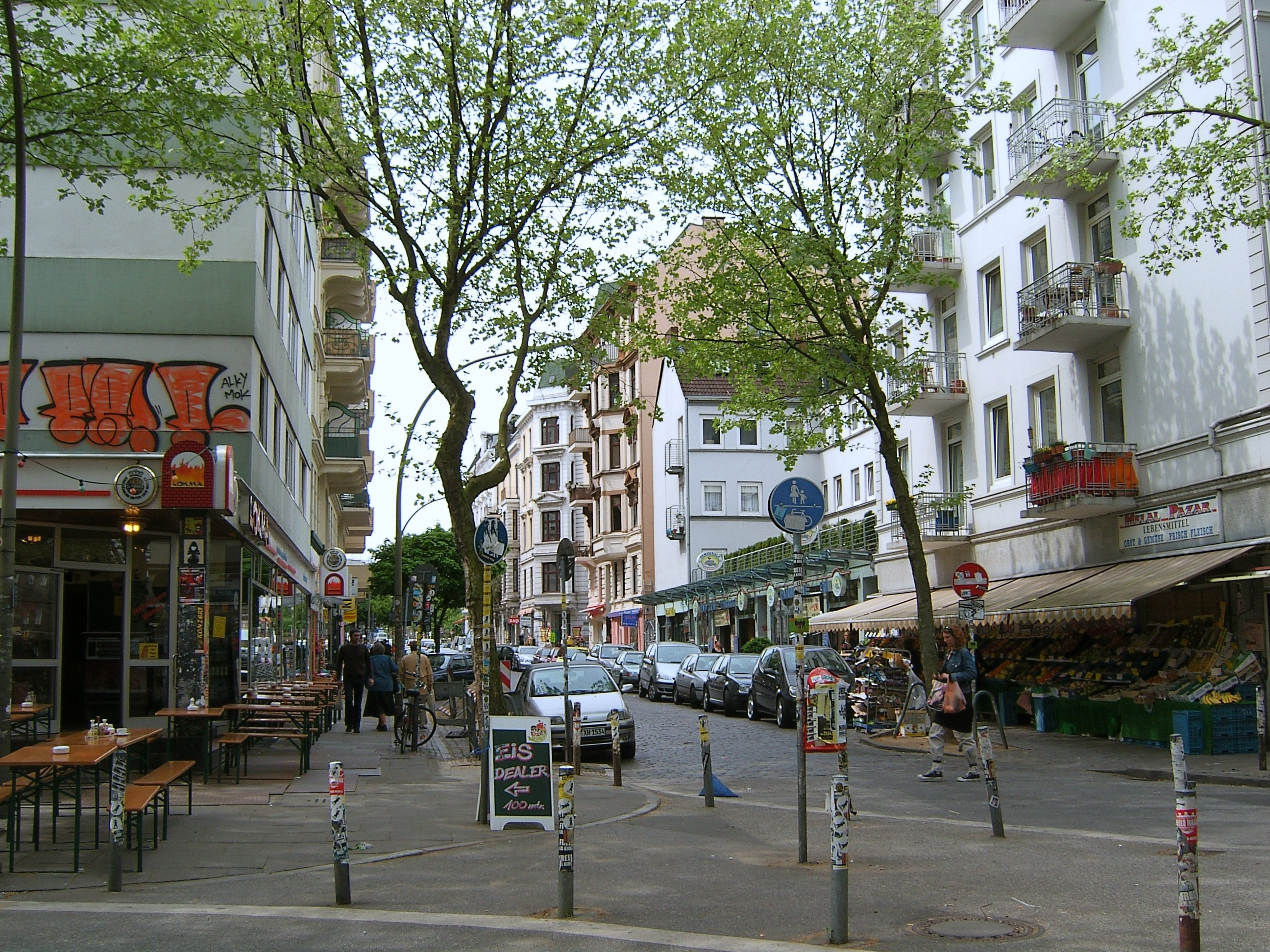
Typisches Straßenbild (Susannenstraße)

1886 eröffnete das Gesellschaft- und Concerthaus Flora. Vom einstigen Konzerthaus ist heute nur noch der Kopfbau erhalten. In dem ehedem dahinter liegenden aus Stahl und Glas bestehenden Kristallpalast fanden neben Konzerten und Varieté auch Maskenbälle, pyrotechnische Spektakel, Box- und Ringkämpfe statt. Der Theaterbetrieb war von 1943 bis 1949 unterbrochen. 1957 wandelte sich das Haus in ein Kino, 1964 zog der Haushaltswarenladen 1000 Töpfe in das Gebäude ein. 1987 gab es Pläne des Cats-Betreibers, aus der Flora ein Musical-Theater zu gestalten und das Phantom der Oper aufzuführen. Daher wurde 1988 ein Großteil des historischen Theaters für den Neubau abgerissen. Im Viertel trat dadurch die Befürchtung auf, dass das alternative Ambiente der Schanze einer Aufwertung weichen und eine erhebliche Verteuerung der Mieten für Kleingewerbe und Mieter folgen könnte. Der sich anschließende Widerstand durch Bewohner des Viertels und andere Sympathisanten war erfolgreich und verhinderte letztlich die Absichten der Investoren. Die Flora wurde 1989 kurzerhand besetzt und fortan Rote Flora genannt. Es entwickelte sich die Idee eines Stadtteilzentrums. Die Stadt Hamburg versuchte anschließend mehrfach, nämlich 1989, 1992 und 2000, Nutzungsverträge zu erwirken, was jedoch scheiterte. Der Status der Besetzung dauert quasi bis heute an. 2001 verkaufte die Stadt Grundstück und Gebäude an eine Privatperson. Der Grund war politischer Natur: Zum einen wollte sich die regierende Partei aus Wahlkampfgründen nicht Handlungsunfähigkeit vorwerfen lassen und zum zweiten entledigte sich die Stadt auf pragmatische Art des Problems Rote Flora. Heute gehen von der Flora im Wesentlichen alternative Kunstaktionen, Flohmärkte, Stadtteilfeste und politische Stadtteilarbeit aus.

### Neubildung des Stadtteils
Ab 2004 formulierte der Hamburger Senat die Absicht, das erst seit den 1980er Jahren als Schanzenviertel bezeichnete, durch die Bezirksgrenzen von Mitte, Altona und Eimsbüttel zerschnittene Areal dem Bezirk Altona zuzuschlagen, um dort eine einheitliche und gezielte Entwicklung zu ermöglichen. Die Bezirksversammlungen Hamburg-Mitte und Eimsbüttel votierten 2006 gegen die damit verbundene Verkleinerung ihres Gebiets. Schließlich werde das Schanzenviertel im Wesentlichen aus dem Territorium des Stadtteils St. Pauli gespeist. Nur die Bezirksversammlung Altona unterstützte die Schaffung des Stadtteils, die dann durch das Gesetz über die räumliche Gliederung der Freien und Hansestadt Hamburg vom 6. Juli 2006 zum 1. März 2008 gleichzeitig mit der des Stadtteils HafenCity erfolgte. Die Grenzen des neuen Stadtteils, der zugleich Ortsteil ist, wurden im Gesetz zur Bestimmung der Ortsteilgrenzen des Stadtteils Sternschanze vom 6. März 2007 festgelegt. Vereinfacht gesagt gehören zum Stadtteil Sternschanze demnach drei Gebiete rund um die Schanzenstraße: die Straßenzüge westlich bis zur Stresemannstraße, Bahnlinie und Altonaer Straße, südöstlich bis zur Sternstraße und nordöstlich der Sternschanzenpark.

## Statistik
(Quelle: )
- Anteil der unter 18-Jährigen: 13,1 % (Hamburger Durchschnitt: 16,8 % (Dezember 2023))
- Anteil der über 64-Jährigen: 10,6 % (Hamburger Durchschnitt: 17,8 % (Dezember 2023))
- Ausländeranteil: 18,9 % (Hamburger Durchschnitt: 20,7 % (Dezember 2023))
- Arbeitslosenquote: 6,2 % (Hamburger Durchschnitt: 6,2 % (Dezember 2023))

Das durchschnittliche Einkommen je Steuerpflichtigen beträgt in der Sternschanze 38.901 Euro jährlich (2020), der Hamburger Gesamtdurchschnitt liegt bei 48.035 Euro.

## Politik
Bei den Wahlen zur Bürgerschaft gehört Sternschanze zum Wahlkreis Altona. Die Bürgerschaftswahl 2025 führte zu folgendem Ergebnis:
| Bürgerschaftswahl | Linke  | Grüne 1) | SPD    | CDU    | AfD    | FDP    | Übrige |
| ----------------- | ------ | -------- | ------ | ------ | ------ | ------ | ------ |
| 2025              | 33,2 % | 31,4 %   | 18,2 % | 05,2 % | 02,0 % | 01,7 % | 08,3 % |
| 2020              | 26,9 % | 40,8 %   | 16,5 % | 02,7 % | 01,2 % | 02,3 % | 09,6 % |
| 2015              | 29,1 % | 27,0 %   | 26,6 % | 02,9 % | 01,3 % | 03,6 % | 09,5 % |
| 2011              | 19,8 % | 24,9 %   | 37,9 % | 04,1 % | –      | 02,8 % | 10,5 % |
| 2008              | 16,2 % | 24,9 %   | 40,7 % | 13,3 % | –      | 01,9 % | 03,1 % |

Bei den Wahlen zur Bezirksversammlung gehört der Stadtteil zum Wahlkreis Altona-Altstadt / Sternschanze. Bei Bundestagswahlen zählt Sternschanze zum Bundestagswahlkreis Hamburg-Altona.

## Kultur und Sehenswürdigkeiten

### Parks

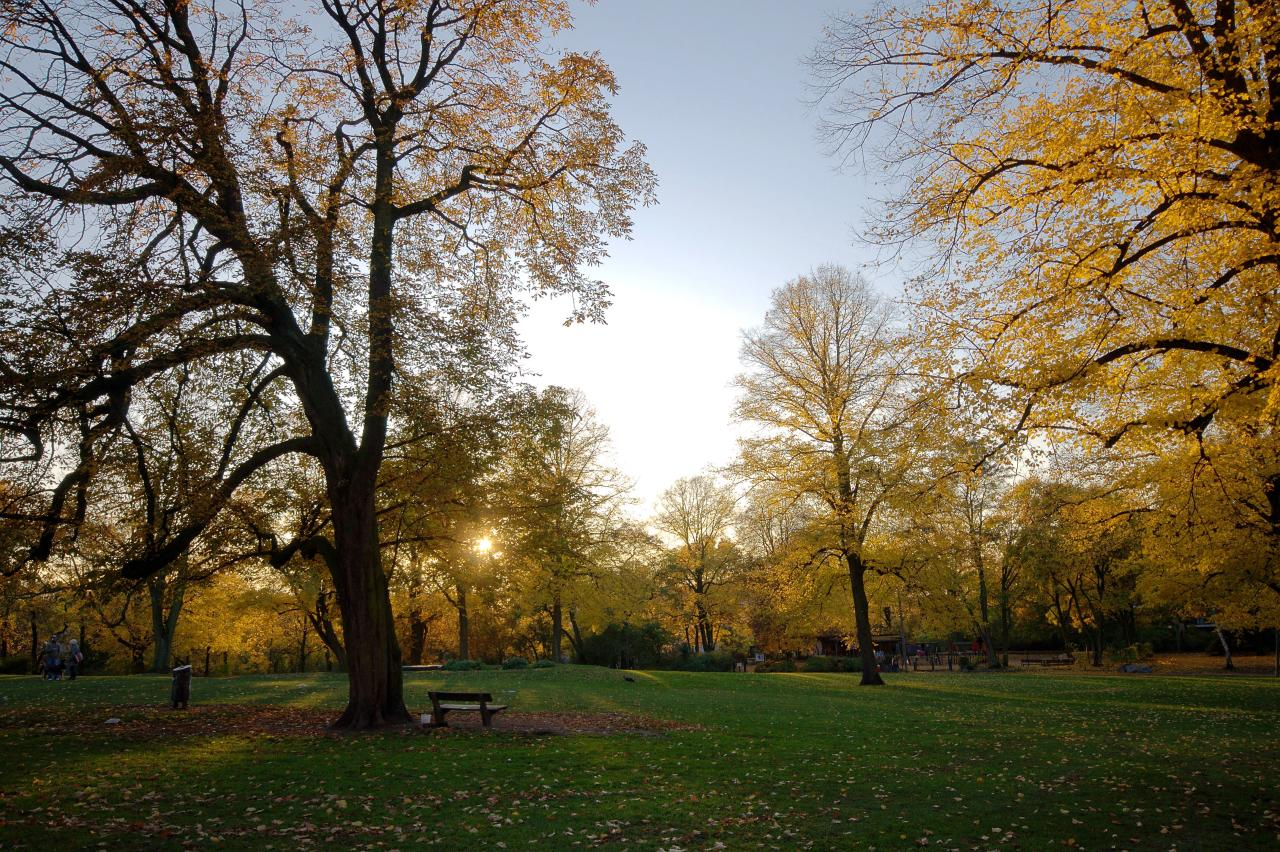
Sternschanzenpark

Der 1866 bis 1869 errichtete Sternschanzenpark (kurz Schanzenpark) umfasst etwa zwölf Hektar und liegt im Nordosten des Stadtteils. Als Sternschanze war die Anlage bis 1866 Teil der Hamburger Wallanlagen.
Der Park dient als Naherholungsgebiet. Neben ganzjährigem Spazieren und Joggen wird er im Sommer zum Grillen und im Winter zum Rodeln genutzt. Ausgedehnte und naturnahe Spielplätze ermöglichen auch Kindern Freizeitaktivitäten. Fest angelegte Boule-Bahnen im Norden des Parks eröffnen weitere Freizeitbetätigungen.
Der Park befand sich vor der Gebietsreform komplett im Stadtteil Rotherbaum. Gegenüber der Südseite liegt der U- und S-Bahnhof Sternschanze.

### Sport
Im Stadtteil sind die Fußballspieler des SC Sternschanze von 1911 e. V. und des VfL Hammonia von 1922 e. V. angesiedelt. Der Kunstrasenplatz gegenüber dem Bahnhof Sternschanze wird von beiden genutzt. Den Rasenplatz im Osten des Parks nutzen beide Vereine zusammen mit dem SV Polizei Hamburg.

## Wirtschaft und Infrastruktur

### Infrastruktur

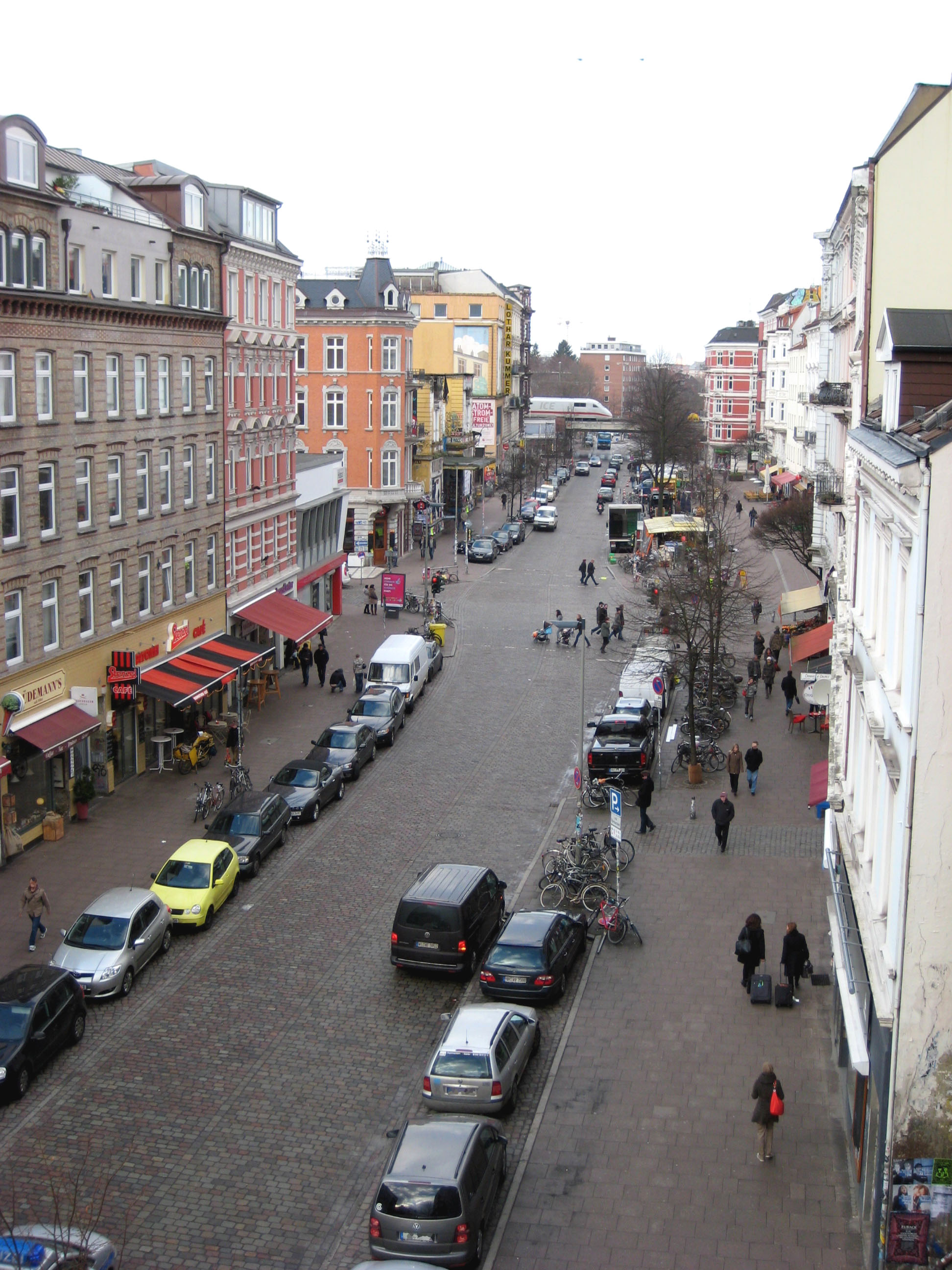
Straße Schulterblatt

Die Infrastruktur des Stadtteils ist gut ausgebildet. Die Haupteinkaufsstraße und durch Fußgänger stark frequentiert ist die Straße Schulterblatt, in der eine gehäufte Anzahl von Geschäften, Cafés, Bäckereien, Gastronomiebetrieben und sonstigen Einkaufsläden zu finden ist. Der Ursprung des Straßennamens findet sich im 17. Jahrhundert, als das Wirtshaus „Zum Schulterblatt“ das bemalte Schulterblatt eines Wals als Erkennungszeichen ausgehängt hatte. Bis 1938 war der Straßenverlauf des Schulterblatts die Grenze zwischen Hamburg im Osten und der preußischen Stadt Altona im Westen. Die historischen Grenzsteine und unterschiedlichen Pflasterungen dokumentieren den ehemaligen Grenzverlauf deutlich sichtbar. Auf dem östlichen Gehsteig des Schulterblatts existieren noch fünf der Grenzsteine, die mit einem eingelassen „A|H“ die Grenzen zwischen der Stadt Altona und Hamburg markieren.

### Bauwerke
Der im Sternschanzenpark gelegene 59 Meter hohe Wasserturm ist das bauliche Wahrzeichen des Stadtteils. Der Sternschanzenturm wurde 1910 in Betrieb genommen und 1961 stillgelegt. Nach langer Suche nach Investoren wurde er ausgekernt und zum 2007 eröffneten Hotel umgebaut.

### Verkehr

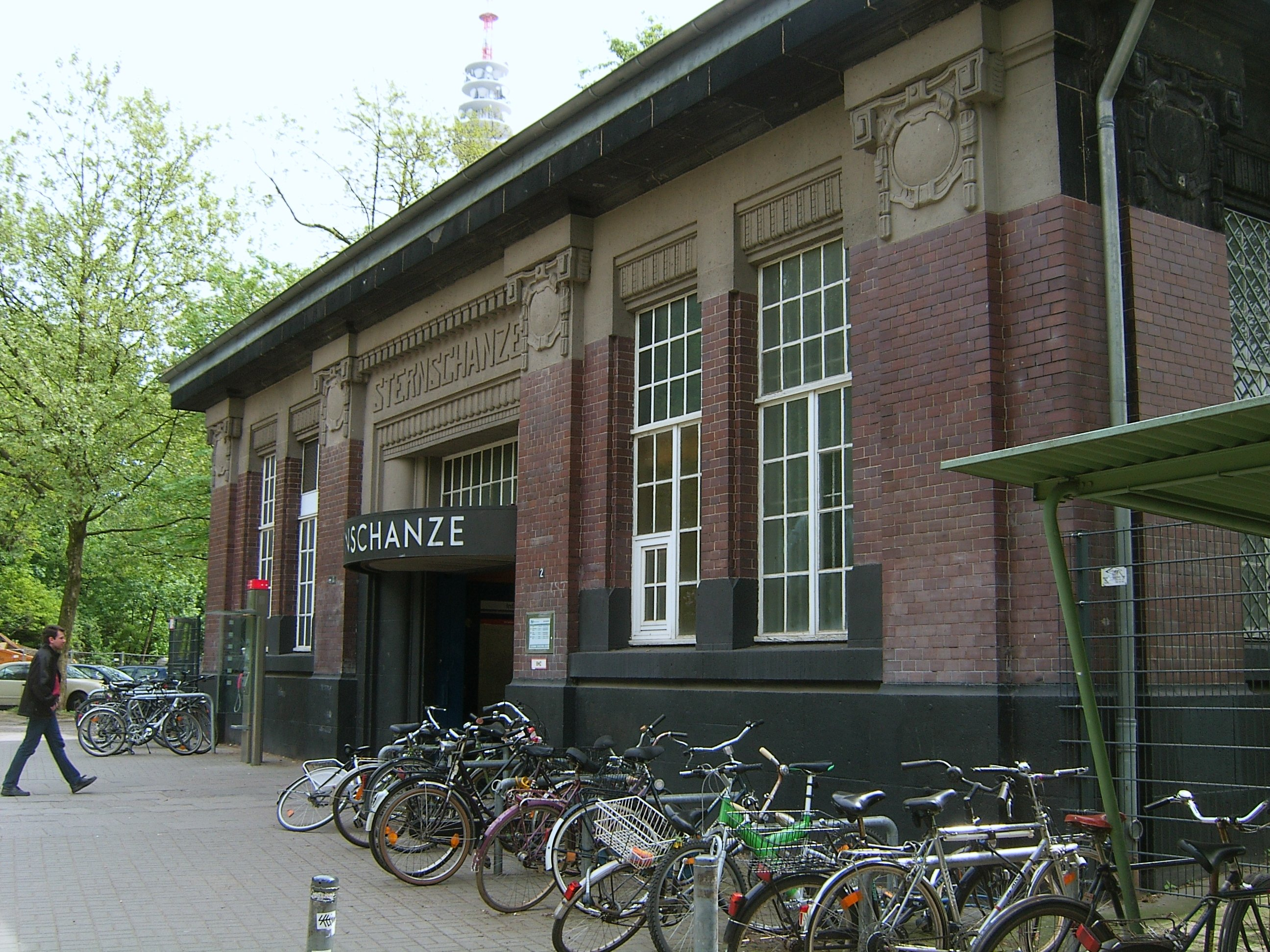
Sternschanzenbahnhof

Der Stadtteil Sternschanze grenzt im Südwesten an die vierspurige Bundesstraße 4, die hier Stresemannstraße heißt. Sie ist eine der wesentlichen Ost-West-Achsen in Hamburg und eine der am stärksten frequentierten Straßen.
Der Stadtteil wird von einer Bahntrasse mit vier Gleisen durchquert, von denen zwei durch den S-Bahn-Verkehr und zwei durch den Fern- und Regionalverkehr genutzt werden. Die Trasse ist Teil der Hamburg-Altonaer Verbindungsbahn, einer der verkehrsreichsten Bahnstrecken in Deutschland. Sie überspannt mit Brückenbauten die Straßen Schanzenstraße, Bartelsstraße, Schulterblatt und Lippmannstraße und mit der Sternbrücke die Straßenkreuzung Max-Brauer-Allee/Stresemannstraße.
Der U- und S-Bahnhof Sternschanze liegt im Norden des Stadtteils. Der erste Bahnhof entstand 1866 einige hundert Meter weiter östlich, noch heute steht hier nördlich der Bahngleise das ehemalige Empfangsgebäude. Der heutige Bahnhof entstand mit dem Neubau 1903. Er hatte eine alle vier Gleise überspannende, bogenförmige Bahnsteighalle. Die Halle überstand den Zweiten Weltkrieg, wurde jedoch 1975 abgerissen. Seit 1967 hält der Fernverkehr nicht mehr, die Zugänge sind verschlossen. Am Ostende des Bahnhofs liegt ein Zugang zur 1912 gebauten U-Bahn der Hamburger Hochbahn AG. Die U-Bahn-Haltestelle der Linie U3 heißt ebenfalls Sternschanze.